# Râu Alb
Râu Alb (letteralmente Ruscello Bianco) è un comune della Romania di 1 766 abitanti, ubicato nel distretto di Dâmbovița, nella regione storica della Muntenia.
Il comune è formato dall'unione di 2 villaggi: Râu Alb de Jos e Râu Alb de Sus.